# Aeginina aenigmatica
Aeginina aenigmatica är en kräftdjursart som beskrevs av Diana R. Laubitz 1972. Aeginina aenigmatica ingår i släktet Aeginina och familjen Caprellidae. Inga underarter finns listade i Catalogue of Life.